# Persona Q2: New Cinema Labyrinth
Persona Q2: New Cinema Labyrinth (ペルソナQ2 ニュー シネマ ラビリンス?, Perusona Kyū 2: Nyū Shinema Rabirinsu) conosciuto semplicemente anche come Persona Q2 è un videogioco di ruolo alla giapponese per Nintendo 3DS prodotto dalla Atlus. È uno spin off della serie Persona, nonché il sequel del titolo Persona Q: Shadow of the Labyrinth, ed è stato pubblicato per la prima volta in Giappone il 29 novembre 2018, per poi raggiungere il resto del mondo il 4 giugno dell'anno successivo. 
Come il suo predecessore, Persona Q2 unisce meccaniche e personaggi appartenenti ai titoli principali della serie Persona. Il cast di personaggi, infatti, sarà composto dai protagonisti di Persona 3 (sia la versione maschile, che quella femminile di Persona 3 Portable), Persona 4 e Persona 5 e i loro rispettivi compagni di avventure, che si troveranno ad unirsi per combattere Shadows ed altri nemici all'interno di alcuni labirinti. Le vicende di gioco ruoteranno, comunque, attorno a Joker, il protagonista di Persona 5 e i suoi compagni, e quindi rispetto a Persona Q, il giocatore non potrà scegliere tra gli altri Protagonisti.

## Trama
Durante un'esplorazione del Mementos, Joker e gli altri Phantom Thieves si imbattono in un misterioso portale lucente, ed in seguito Morgana, trasformato in autoveicolo per trasportare i suoi compagni, perde il controllo e sono costretti ad attraversarlo, ritrovandosi in una città chiamata Kamo City. Cercando di capire la loro situazione e come sono arrivati lì, interrogano un poliziotto in cerca di informazioni, tuttavia questo, insospettito dal loro vestiario e i loro atteggiamenti, chiama rinforzi per farli arrestare. Il gruppo è allora costretto alla fuga, anche da una serie di Shadow che compaiono tra le strade della città, e nel cercare un modo di sfuggire saltano all'interno di un altro portale. Al loro risveglio scoprono quindi di trovarsi in un misterioso cinema, che decidono di visitare anche per cercare Makoto Nijima e Haru Okumura, scomparse nel nulla. Visitando il luogo scoprono che la porta di uscita è sbarrata da 4 lucchetti, ed inoltre che sono presenti altre due persone rinchiuse lì: Hikari, una timida e taciturna ragazzina, e Nagi, una donna che afferma di essere la proprietaria del cinema. Come questa spiega al gruppo di ragazzi, anche lei ed Hikari si sono ritrovate improvvisamente in quel cinema, dove hanno cominciato ad accadere una serie di bizzarrie, tra le quali il loro arrivo lì, affermando che Kamo City si trova all'interno di un film da cui loro sono fuoriusciti attraversando lo schermo. Rivela anche che tale film ha cominciato ad essere trasmesso in seguito all'apparizione di una misteriosa creatura, a cui danno il soprannome Doe, all'interno della sala proiezioni, che ha assunto il ruolo di proiezionista. Infine, dopo aver scoperto che Haru e Makoto sono ancora intrappolate nel film, e sono state catturate dal "protagonista" dello stesso, un supereroe dagli atteggiamenti tirannici e prepotenti, Nagi dichiara che in seguito al loro arrivo nel cinema, quello ha assunto le sembianze del loro ex professore di educazione fisica, Suguru Kamoshida, ed è stato rinominato Kamoshidaman. I Phantom Thieves decidono dunque di tornare all'interno del film per portare in salvo le compagne rapite, e sconfiggere Kamoshidaman e porre fine alla sua tirannia sui cittadini di Kamo City. Dopo aver eliminato il malvagio supereroe, e posto fine al film, il gruppo torna nel cinema e Doe consegna loro una chiave per sbloccare uno dei lucchetti che blocca l'uscita, per poi tornare in sala proiezioni per trasmettere un altro film.
Nel corso del gioco, il gruppo di giovani, si ritroverà quindi ad entrare nei film che verranno trasmessi nelle varie sale del cinema, per cambiarne la trama, risolvere le varie problematiche che i personaggi degli stessi sono costretti ad affrontare, e portare le pellicole ad un lieto fine, così da poter ottenere da Doe le chiavi per sbloccare i lucchetti che bloccano l'uscita. Nel corso delle loro esplorazioni conoscono anche i membri del Team d'Investigazione e della SEES, che si uniscono assieme a loro nei combattimenti, con l'obiettivo di fuggire dal cinema.
Ad un certo punto, poi, dopo che Doe consegna loro la penultima chiave, sparisce assieme ad Hikari. In seguito, quindi, il gruppo scopre che la creatura ha condotto la ragazzina in un altro film; dopo essere giunti lì, quelli si imbattono in Hikari, che afferma di non essere stata rapita, ma convinta da Doe ad entrare nel film ed avere il coraggio di arrivare fino in fondo. Il film, infatti, mette in scena alcuni episodi traumatici del passato della ragazza, che rivelano il motivo per cui col tempo ha deciso di vivere da emarginata sociale, cercando di sopprimere la sua individualità, per paura di essere incompresa e presa di mira dalle altre persone. La ragazza, tuttavia, con l'aiuto degli altri ragazzi, trova il coraggio di uscire dal suo guscio e ribellarsi ai fantasmi del suo passato, e nel segmento finale del film, raggiunge Doe. Ella, quindi, afferma che quello è la parte di sé di cui era stata spaventata e aveva cercato di liberarsi perché le ricordava il senso di oppressione e dolore provato in quei momenti difficili della sua vita. Doe quindi cerca di aggredire Hikari e gli altri trasformandosi in un essere mostruoso, ma viene alla fine sconfitto dal gruppo; al termine della battaglia, quindi, Hikari lo abbraccia, e si scopre che quello è in realtà suo padre. Da come emerge in altre memorie che appaiono durante la proiezione, l'uomo era un proiezionista che fin da quando era piccola, aveva filmato Hikari, per spingerla a vedere la vita come un film e incoraggiarla a fare il possibile per far sì che avesse un lieto fine. La ragazza era molto legata al padre, e fin da bambina gli aveva confessato il sogno di poter diventare regista, e filmare le vite delle altre persone. Ma col passare del tempo, a causa degli episodi negativi che avevano segnato la sua vita, Hikari aveva cominciato ad isolarsi anche dal padre, evitando di confidarsi con lui per paura di essere un peso anche per quest'ultimo, costantemente impegnato per il suo lavoro. In particolare un giorno quello, cercando invano di comunicare con Hikari, pronuncia una frase che la porta a credere che anche lui ripudiasse il suo modo di essere, e ha distorto il ricordo che la ragazza ha di quell'episodio, ed anche la visione che aveva del genitore, creando Doe.  In realtà quel giorno il padre la aveva incoraggiata a vivere la vita come meglio crede, per realizzare i suoi sogni, perciò Hikari in lacrime si scusa per aver rigettato tale memorie, e promette al padre che non avrebbe più avuto paura di affermare se stessa e ciò che realmente vuole essere. Gli mostra, infine, l'invito che anni prima gli aveva dato per vedere il suo film, e quello, dopo averlo accettato, scompare e lo trasforma nell'ultima chiave con la quale il gruppo di giovani riesce finalmente ad aprire l'ultimo lucchetto e liberare la porta di uscita.
Dopo aver varcato l'uscita, tuttavia, il gruppo di giovani si ritrova in un misterioso luogo e subito dopo Nagi svela la sua vera identità, presentandosi come Enlil, e rivela che quello era un mondo da lei creato, contenente innumerevoli cinema in cui aveva rinchiuso non solo Hikari, ma anche tante altre persone come lei, rese apatiche per la loro emarginazione sociale e la paura di affermare la loro individualità, e che trovano rifugio nei cinema, per scappare dai loro problemi e il loro senso di oppressione, e guardare film che confermassero la loro paura sociale. Nonostante Enlil conceda ad Hikari e gli altri di poter andare via da quel mondo, avendo dimostrato di non avere la necessità dello stesso, quelli decidono di rimanere per portare in salvo le altre persone rinchiuse nei cinema, e sconfiggere l'entità. Arrivati dunque al cospetto di quest'ultima, il gruppo di giovani respinge le sue affermazioni che cerca di convincerli che i cinema da lei creati sono l'unica fonte di salvezza per coloro che hanno deciso volontariamente di chiudersi lì. Così cambiano i film trasmessi nei vari cinema, inserendo in dei proiettori quelli da loro modificati che, come con Hikari, avrebbero dato loro la forza di reagire e affermare la loro individualità. Ciò spinge Enlil ad intervenire per ostacolare il gruppo, e assume la sua reale forma e con il suo enorme potere ha inizialmente la meglio e fa soccombere i giovani. Subito dopo, però, interviene Hikari che decide di opporsi ad Enlil da sola, dicendo che grazie agli altri ha imparato a non arrendersi mai e risollevarsi nonostante le difficoltà; e così grazie agli incoraggiamenti della ragazza, i Persona user trovano la forza per sconfiggere Enlil. Questa, dunque, dopo aver visto anche che le loro azioni hanno incoraggiato anche le altre persone rinchiuse nei cinema, decide di ritornare alla sua forma Nagi e ammette la sconfitta, e prima di sparire definitivamente, dichiara che quando l'umanità avrebbe avuto bisogno di lei, sarebbe ritornata.
Così mentre le persone escono dai cinema, portando man mano alla distruzione del mondo di Enlil, il gruppo di giovani torna nel cinema e viene scortato dai membri della Velvet Room dinnanzi ad alcuni portali luminosi che li avrebbero ricondotto ciascun gruppo alla propria dimensione. Malgrado avrebbero perso le memorie di tutto quello che era successo lì. I giovani si ripromettono a vicenda di rivedersi, e in particolare danno un ultimo saluto ad Hikari, che li ringrazia per tutto ciò che hanno fatto per lei e assicura che avrebbe fatto tesoro di ciò che avevano fatto per lei. Tornata alla realtà, Hikari quindi parla col padre, dicendo di voler ritornare a seguire il suo sogno di diventare regista, e invita il padre a vedere il suo film. Così i vari gruppi di Persona-user, pur ritornati nelle loro realtà privi di ricordi, si ritrovano a guardare alla tv le varie pellicole; infine Joker e gli altri partecipano ad un festival cinematografico, dove incontrano nuovamente Hikari che presenta il suo nuovo film intitolato "New Cinema Labyrinth".

## Modalità di gioco
Persona Q2 eredita molti elementi di Persona Q . L'obiettivo del giocatore è guidare un gruppo di massimo 5 personaggi nei vari film per affrontare Shadows ed arrivare fino in fondo alla pellicola. I film avranno la conformazione di labirinti, che sarà possibile attraversare aiutandosi con la mappa presente nello schermo inferiore della Nintendo 3DS, e che dovranno essere riempiti man mano che si avanzerà, con varie icone pre-impostate quando ci si imbatterà in elementi come porte, scorciatoie, oppure ostacoli (rispetto a Persona Q le mappe di ciascun film avranno icone peculiari in base a elementi presenti solo in una specifica pellicola). Come nel titolo precedente, poi, nei vari piani dei labirinti saranno presenti passaggi segreti, forzieri, compresi quelli che è possibile aprire solo esplorando al 100% il piano in cui si trovano,  ed i Treasure Spot, che come i P-Spot, sono aree che emanano luce e al cui interno poter trovare numerosi materiali, col rischio di imbattersi in Shadow potenti. Come Persona Q, durante l'esplorazione si dovrà combattere gli Shadow, non visibili sulla mappa con solo una piccola icona in basso a destra dello schermo che varierà di coloree numero ad indicare la possibilità di incrociarne uno; un'eccezione sono i F.O.E. (che in PQ2 è acronimo di  Film Obscurité Etendu), Shadow molto più potenti di quelli usuali, che i Navigatori scoraggiano di affrontare, e dai quali inizialmente bisogna scappare ed evitare.
Durante i combattimenti, come già detto, si possono guidare fino a 5 personaggi, suddivisi in due file: quella posteriore subirà meno danni dagli Shadow, ma allo stesso tempo i personaggi posti qui ne faranno meno rispetto a quelli posti in avanti.  Come in Persona Q, i protagonisti di Persona 3, Persona 4 e Persona 5 perdono il potere della "wild card", di possedere molteplici Persona, e come gli altri personaggi saranno dotati, oltre ai loro originali Persona, un altro "sub-Persona", che guadagnano esperienza allo stesso tempo di quelli principali, ma le affinità del personaggio sono sempre legate a questi ultimi. Nel corso dei combattimenti è importante colpire gli Shadow ad una loro debolezza, o con un attacco critico, cosicché il personaggio che ha compiuto l'attacco riceve un Boost, che gli permetterà il turno successivo di usare una mossa senza spendere HP o SP. Ispirato alla funzione introdotta in Persona 5, in alternativa il giocatore può usare il Baton Pass, con cui passare il Boost di un personaggio ad un altro.  Altra novità di Persona Q2 nei combattimenti è l' "Unison Attack", in cui due o più personaggi possono compiere un attacco speciale all'unisono per facilitare gli esiti positivi di un combattimento. Per sbloccare le varie combinazioni, il giocatore deve portare a termine i "Special Screenings", delle piccole proiezioni che Elizabeth rende nel corso del gioco disponibile al giocatore, e dove richiederà di percorrere i vari labirinti per portare a termine una speciale missione, con i personaggi specifici con i quali sbloccare l' "Unison Attack".
Come in Persona Q, oltre alle sale dove saranno trasmessi i vari film dove avventurarsi, ci saranno altri luoghi esplorabili all'interno del cinema. Oltre la biglietteria dove accettare i "Special Screenings" da Elizabeth, ci sarà la Velvet Room, un luogo ricorrente della serie Persona, dove il giocatore può registrare e compiere fusioni tra i Persona in suo possesso, e crearne uno nuovo, grazie alle gemelline Justine e Caroline. C'è poi il chiosco gestito da Theodore, dove poter acquistare oggetti per curare HP e SP, ed anche armi ed armature, ed altri strumenti da usare nei labirinti.

## Personaggi
Come già detto, il gioco, oltre ai personaggi di Hikari e Nagi,  riunisce il cast principale di Persona 3, Persona 4 e Persona 5, che consistono nei tre gruppi che contrastano gli Shadow.
- La SEES
- I due protagonisti
- Yukari Takeba
- Mitsuru Kirijo
- Junpei Iori
- Akihiko Sanada
- Aigis
- Fuuka Yamagishi
- Ken Amada
- Koromaru
- Shinjiro Aragaki

- il Team d'Investigazione
- Protagonista
- Yosuke Hanamura
- Chie Satonaka
- Yukiko Amagi
- Teddie
- Kanji Tatsumi
- Rise Kujikawa
- Naoto Shirogame

- I Ladri Fantasma
- Protagonista/Joker
- Ryuji Sakamoto
- Ann Takamaki
- Morgana
- Yusuke Kitagawa
- Makoto Niijima
- Futaba Sakura
- Haru Okumura
- Goro Akechi

## Sviluppo e pubblicazione
A seguire le intenzioni di Daisuke Kaneda, direttore di Persona Q, intenzionato a creare una serie spinoff, in seguito alla pubblicazione di Persona 5 e del gran successo ottenuto dallo stesso, Atlus ha deciso di creare un sequel di Persona Q con il cast di personaggi del nuovo gioco . Lo sviluppo di Persona Q2 è, quindi, iniziato nel 2016,  con Kaneda tornato come produttore, mentre la direzione è affidata a Yuta Aihara, il quale ha lavorato per diminuire o attenuare alcuni elementi horror del predecessore e semplificare le meccaniche di gioco per i nuovi giocatori. Con il sistema delle "Proiezioni speciali", inoltre, ha avuto modo di approfondire i personaggi con vicende sempre abbastanza legate alla trama, a sostituire insomma la funzione "Stroll" di Persona Q.
Torna come compositore dei temi musicali di gioco Atsushi Kitajoh, che aveva già ha assunto lo stesso ruolo nel titolo precedente, ed altri giochi della serie. Altre figure ricorrenti sono quelle di Yumi Kawamura, Shihoko Hirata, Lyn Inaizumi ed il rapper Lotus Juice, i cantanti che si sono occupati di cantare le tracce musicali dei vari titoli principali, e che inoltre hanno cantato in quartetto la opening "Road Less Taken".
Persona Q2 è stato annunciato per la prima volta nell'agosto 2017 assieme agli altri titoli spin off Persona 5: Dancing in Starlight e Persona 3: Dancing in Moonlight. Dopo essere arrivato per la prima volta in Giappone il 29 novembre dell'anno successivo,  Il gioco è arrivato anche in Nord America (insieme a una "Showtime Premium Edition") e in Europa il 4 giugno 2019. A differenza del predecessore e gli altri titoli della serie, Persona Q2 non è stato localizzato, ed è quindi dotato solo del doppiaggio originale giapponese, con le versioni occidentali integrate solo di finestre di dialogo e sottotitoli in inglese.